# Владимир Георгиев (езиковед)
Вижте пояснителната страница за други личности с името Владимир Георгиев.
Владимир Иванов Георгиев е български учен, езиковед, съставител на речници и енциклопедии, ректор на Софийския университет в периода 1951 – 1956 г.
Като ръководител на екипа, създал „Правописен речник на българския книжовен език“ през 1945 година, Георгиев е сред инициаторите за комунистическата реформа на българския правопис. 
Главен редактор е на списанията „Български език“ и „Балканско езикознание“, както и на „Кратка българска енциклопедия“ и енциклопедия „България А-Я“. Участва в съставянето на 3 тома от „Български етимологичен речник“ през 1971 – 1986 г.

## Биография

### Образование
Роден е в с. Габаре на 3 февруари 1908 г. Завършва специалност „Класическа филология“ в Софийския университет (1930). През 1933 – 1934 година е на специализация по индоевропейско, славянско и общо езикознание във Виенския университет, където защитава докторат. През 1939 – 1940 година е на специализации в университетите в Берлин и Флоренция, а през 1946 – 1947 година е на специализация в Париж.

### Професионално развитие
Асистент (1931 – 1941), доцент (1936 – 1945).
След Деветосептемврийския преврат (1944) обвинява свои колеги във фашистка дейност. Заедно с Христо Негенцов и Наум Чилев през октомври 1944 година подписва „Предложение за уволнение на преподаватели, обвинени във фашистка дейност“, в което са имената на професорите Богдан Филов, Борис Йоцов, Михаил Арнаудов, Иван Дуйчев, Веселин Бешевлиев, Димитър Яранов, Константин Гълъбов и Жана Николова.
През 1945 година става професор в Софийския университет.
През 1947 – 1948 година е декан на Историко-филологическия факултет на Софийския университет, през 1948 – 1951 година е заместник-ректор, през 1951 – 1956 година е ректор.
Между 1948 и 1974 година е ръководител на Катедрата по общо и сравнително-историческо езикознание в Историко-филологическия факултет на СУ.
През 1951 – 1957 година е директор на Института за български език при БАН. През 1952 година е избран за академик. През 1956 – 1963 година е секретар на Отделението за езикознание, литературознание и изкуствознание при БАН. През 1959 – 1972 година е заместник-председател на БАН. От 1972 година е директор на Единния център по език и литература.
Между 1962 и 1969 година е главен редактор на „Кратка българска енциклопедия“. През 1974 година става главен редактор на Енциклопедия „България А-Я“, а през 1978 година – главен редактор на Енциклопедия „България“, том 1.

### Членства и председателства
- Международен комитет на славистите (председател 1958 – 1963; заместник-председател от 1963)
- Български национален комитет на славистите (председател от 1955),
- Международна асоциация за изучаване на Югоизточна Европа (председател от 1965 – 1967; почетен председател от 1967).
- Национален комитет за защита на мира (заместник-председател от 1973).
- Международен комитет по микенология (Член на Бюрото на Управителния съвет).
- Почетен доктор на Хумболтовия университет в Берлин (1960) и на Карловия университет в Прага (1968).
- Член-кореспондент на Френската АН (1967), Финландската АН (1966), Саксонската АН в Лайпциг (1968), Белгийската АН (1971), Атинската АН (1977).

## Трудове
- 1932 – „Индоевропейските гутурали“ (монография)
- 1941 – 1945 – „Предгръцко езикознание“ (монография, в 2 тома)
- 1957 – „Тракийският език“ (монография), Издание на БАН, София
- 1958 – „Въпроси на българската етимология“ (монография)
- 1958 – „Увод в езикознанието“ (учебник в съавторство с Иван Дуриданов)
- 1958 – „Изследвания по сравнително-историческо езикознание“ (монография на руски)
- 1959 – „Езикознание“ (учебник в съавторство с Иван Дуриданов)
- 1960 – „Българска етимология и ономастика“ (монография)
- 1964 – „Вокалната система в развоя на славянските езици“ (монография)
- 1966 – „Увод в историята на индоевропейските езици“ (монография на италиански)
- 1969 – „Основни проблеми на славянската диахронна морфология“ (монография)
- 1977 – „Траките и техният език“ (монография)